# Kaeya-do
Kaeya-do är en ö i Sydkorea.   Den ligger i provinsen Norra Jeolla, i den västra delen av landet, 170 km söder om huvudstaden Seoul.